# Plavnoïta
La plavnoïta és un mineral de la classe dels sulfats, que partany al grup de la zippeïta.

## Característiques
La plavnoïta és un sulfat amb uranil de fórmula química K0,8Mn0,6[(UO₂)₂O₂(SO₄)]·3,5H₂O. Va ser aprovada com a espècie vàlida per l'Associació Mineralògica Internacional l'any 2015. Cristal·litza en el sistema monoclínic. Es tracta d'un mineral relacionat amb la zippeïta.

## Formació i jaciments
Va ser descoberta a la mina Plavno, a Jáchymov, a la Regió de Karlovy Vary (Bohèmia, República Txeca).